# Jouni Kinnunen
Pour les articles homonymes, voir Kinnunen.
Jouni Kinnunen, né le 21 mai 1983 à Oulu, est un biathlète finlandais.

## Biographie
Sélectionné depuis 2002 en équipe nationale, il remporte le titre de champion du monde junior de l'individuel en 2003. Jusqu'en 2010, il participe régulièrement à la Coupe du monde, obtenant son meilleur résultat à Beitostølen en 2004 (30e).

## Palmarès

### Championnats du monde
| Épreuve / Édition                          | Individuel                       | Sprint                           | Poursuite                        | Départ en ligne                  | Relais                           | Relais mixte                     |
| Mondiaux 2004 Oberhof                      | -                                | 70e                              | —                                | —                                | 16e                              | Épreuve inexistante à cette date |
| Mondiaux 2005 Hochfilzen / Khanty-Mansiïsk | -                                | 47e                              | 50e                              | -                                | 12e                              | -                                |
| Mondiaux 2006 Pokljuka                     | Épreuve inexistante à cette date | Épreuve inexistante à cette date | Épreuve inexistante à cette date | Épreuve inexistante à cette date | Épreuve inexistante à cette date | 19e                              |
| Mondiaux 2007 Anterselva                   | 50e                              | 49e                              | 42e                              | -                                | DNS                              | 16e                              |
| Mondiaux 2008 Östersund                    | 52e                              | -                                | -                                | -                                | 14e                              | -                                |
| Mondiaux 2009 Pyeongchang                  | 59e                              | 77e                              | -                                | —                                | 22e                              | —                                |

### Coupe du monde
- Meilleur classement général : 92e en 2005.
- Meilleur résultat individuel : 30e.

### Championnats du monde junior
- Médaille d'or de l'individuel en 2003.